# كيمبرلي آن مور
كيمبرلي آن مور (بالإنجليزية: Kimberly Ann Moore) هي محامية وقاضية أمريكية، ولدت في 15 يونيو 1968 في Halethorpe, Maryland ‏ في الولايات المتحدة.

## وصلات خارجية
- كيمبرلي آن مور على موقع إن إن دي بي (الإنجليزية)